# Campo de Criptana
Campo de Criptana è un comune spagnolo di 13 312 abitanti situato nella comunità autonoma di Castiglia-La Mancia.
Il 20 febbraio 1999 il territorio comunale venne suddiviso e parte di esso divenne del nuovo comune di Arenales de San Gregorio.

## Monumenti e luoghi d'interesse
- Mulini a vento di Campo de Criptana

## Società

### Evoluzione demografica
| Evoluzione demografica di Campo de Criptana tra il 1900 e il 2007 |        |        |        |        |        |        |        |        |        |        |        |
| 1900                                                              | 1910   | 1920   | 1930   | 1940   | 1950   | 1960   | 1970   | 1981   | 1991   | 2001   | 2007   |
| 7.707                                                             | 10.884 | 12.772 | 14.170 | 15.933 | 15.761 | 14.712 | 13.548 | 13.290 | 13.727 | 13.184 | 14.314 |

Fonte: Dati ufficiali del Instituto Nacional de Estadística relativi ai censimenti degli anni 1900-2001 (popolazione residente, ovverosia población de derecho). Il dato dell'anno 2007 è una stima.